# Dangriga Airport
Dangriga Airport (IATA: DGA, ICAO: MZPB) även känd som Pelican Beach Airstrip är en flygplats i Belize. Den ligger i distriktet Stann Creek, i den sydöstra delen av landet, 60 km sydost om huvudstaden Belmopan. 